# Żararaka rogata
Żararaka rogata, żararaka Schlegela (Bothriechis schlegelii) – gatunek jadowitego węża z podrodziny grzechotników (Crotalinae) w rodzinie żmijowatych (Viperidae).
Występuje od Ameryki Centralnej do Ekwadoru i skrajnie północno-zachodniego Peru.
W 2024 roku Arteaga i inni zaproponowali podział tego taksonu na 9 odrębnych gatunków (w tym 5 nowo opisanych), ograniczając zasięg występowania Bothriechis schlegelii do Kolumbii. 
Wąż ten posiada silnie toksyczny jad. Osiąga rozmiar żmii zygzakowatej. Jest wężem nadrzewnym, wyspecjalizowanym w polowaniu na ptaki. Pstra jaskrawość doskonale maskuje tego węża wśród bujnej zieleni i kolorowych kwiatów. Żararaka rogata jest jedynym wężem polującym na ptaki w locie. Owinąwszy ogonem gałąź nieruchomo zwisa w powietrzu skręcona w spiralę. Nagły wyrzut głowy przed siebie pozwala jej chwytać blisko przelatujące ptaki.